# Sandy Baltimore
Sandy Baltimore (født 29. februar 2000) er en kvindelig fransk fodboldspiller, der spiller angreb for Paris Saint-Germain i Division 1 Féminine og Frankrigs kvindefodboldlandshold.
Hun fik sin officielle debut på det franske landshold i 1. december 2020 i en 12-0-sejr over Kasakhstan, hvor hun erstattede Amel Majri og scorede efterfølgende. Hun blev også udtaget til landstræner Corinne Diacres officielle trup mod EM i fodbold for kvinder 2022 i England.

## Landsholdsstatistik
| Nr. | Dato             | Spillested                            | Modstander | Score | Resultat | Turnering        |
| --- | ---------------- | ------------------------------------- | ---------- | ----- | -------- | ---------------- |
| 1   | 1. december 2020 | Stade de la Rabine, Vannes, Frankrig  | Kasakhstan | 11–0  | 12–0     | EM-kvalifikation |
| 2   | 9. april 2021    | Stade Michel d'Ornano, Caen, Frankrig | England    | 1–0   | 3–1      | Venskabskamp     |